# Emma Kjellander
Emma Kjellander, född 29 maj 1978, död 23 juni 2012, var en svensk teaterproducent, filmproducent, teaterchef, produktionsledare, inspelningsledare och rollsättare.
Kjellander, som började sin karriär inom teater- och klubbvärlden, arbetade bland annat som projektledare och chef för Riksteatern JAM. Kjellander var en av grundarna och producenterna till burleskklubben Hoochy Coochy Club.
Tillsammans med Fijona Jonuzi producerade Kjellander de två kortfilmerna: Girl och Astrid. Filmerna fick stor uppmärksamhet både i och utanför Sverige. Filmen Girl spelades bl.a.på Sundance-festivalen och nominerades till Göteborgs filmfestivals kortfilmspris Startsladden.

## Teater

### Producent
| År   | Produktion                          | Upphovsmän | Teater            |
| ---- | ----------------------------------- | ---------- | ----------------- |
| 2005 | Bergsprängardottern som exploderade | Lo Kauppi  | Pusterviksteatern |

## Filmografi
- 2013 Praktikanten
- 2012 Astrid
- 2011 Girl [11]

## Priser och utmärkelser
- 2011– Juryns specialpris/Prix spécial du jury, Vendôme Film Festival, Frankrike (filmen Girl)
- 2011 – Nominerad till Startsladden, Göteborgs Filmfestival. [12]